# Јунион Гап (Вашингтон)
Јунион Гап (енгл. Union Gap) град је у америчкој савезној држави Вашингтон. По попису становништва из 2010. у њему је живело 6.047 становника.

## Демографија
Према попису становништва из 2010. у граду је живело 6.047 становника, што је 426 (7,6%) становника више него 2000. године.
| Група             | 2000.         | 2010.         |
| Белци             | 3.667 (65,2%) | 2.925 (48,4%) |
| Афроамериканци    | 23 (0,4%)     | 55 (0,9%)     |
| Азијати           | 32 (0,6%)     | 53 (0,9%)     |
| Хиспаноамериканци | 1.662 (29,6%) | 2.853 (47,2%) |
| Укупно            | 5.621         | 6.047         |